# Блахмак мак Аедо Слайне
Блахмак мак Аедо Слайне — (ірл. — Blathmac mac Áedo Sláine) — Верховний король Ірландії. Співправитель свого брата Діармайта мак Аедо Слайне (ірл. — Diarmait mac Áedo Sláine). Роки правління: 657—665 роки. Помер у 665 році.

## Син Аеда Слайне

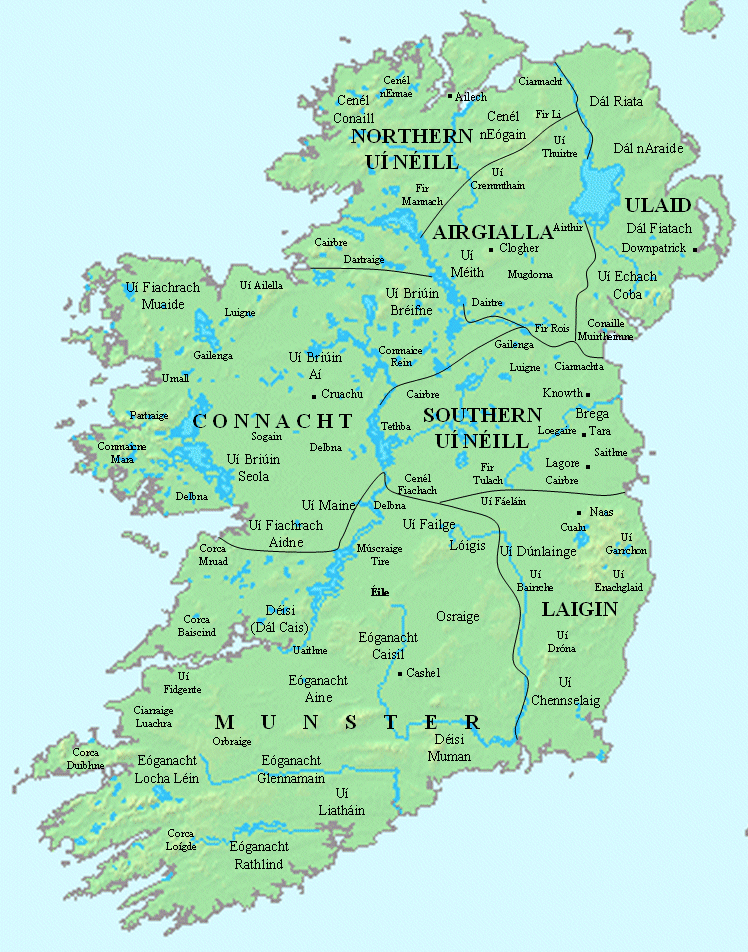
Племена та королівства в Ірландії в ранньому середньовіччі.

Їх батько — Аед Слайне був нащадком Діармайта мак Кербайлла (ірл. — Diarmait mac Cerbaill) — предком родової гілки королівського роду південних О'Нейлів, що домінували в Ірландії з кінця VI століття аж до приходу до владу короля на ймення Бріан Боройме (Бріан Бору) у Х столітті. Нащадки Аеда Слайне були відомі як Сіл н-Аедо Слайне (ірл. — Síl nÁedo Sláine). За винятком Енгуса мак Колмайна (ірл. — Óengus mac Colmáin) всі верховні королі Ірландії з клану О'Нейлів були нащадками Діармайта мак Кербайлла належали до Сіл н-Аедо Слайне аж до смерті Кінаеда мак Іргалайга (ірл. — Cináed mac Írgalaig) у 798 році. Королі клану Сіл н-Аедо Слайне були королями Бреги та пагорбів Тари — історичного центру Ірландії, сакральної території, священної для всіх ірландців. Інші нащадки Діармайта належали до клану Холмайн Мар (ірл. — Clann Cholmáin Már) і походили від Колмана Мара, що замінив Сіл н-Аедо Слайне як домінуючий клан південних О'Нейлів з середини VIII століття. Клан Кайле Фолламайн чи як його ще називають клан Холмайн Бікк (ірл. — Caílle Follamain, Clann Cholmáin Bicc) походить від Колмана Бега (ірл. — Colmán Beg).
Аед Слайне був верховним королем Ірландії спільно з Колманом Рімідом (ірл. — Colmán Rímid), що належав до північної гілки О'Нейлів — клану Кенел н-Еогайн (ірл. — Cenél nEógain). Це правління було після смерті Аеда мак Айнмуреха (ірл. — Áed mac Ainmuirech). Аед Слайне помер близько 604 року. Його смерть пророкував святий Колумба. Синами Аеда були Блахмак (ірл. — Blathmac) (помер у 665 р.), Діармайт (ірл. — Diarmait) (помер у 665), Конгал (ірл. — Congal) (помер у 634), Айліль (ірл. — Ailill) (помер у 634) та Дунхад (ірл. — Dúnchad) (помер у 659).

## Домнал мак Аедо та Конгал Каех
Блахмак був одним з молодших синів Аеда Слайне. Згідно ірландських літописів та списків королів королем Бреги був Конгал, а потім Айліль. Обидва вони були вбиті Конгалом мак Суїбні (ірл. — Congal mac Suibni) з клану Холмайн у 634 році. Після цього Блахмак та Діармайд стали спільно королями Бреги. Діармайт вбив Конгала мак Суїбні «в будинку сина Над-Фрайха» як сказано в літописах. «Хроніки Ольстера» стверджують, що це відбулось у 635 році. У тому ж році Діармайт переміг клан Холмайн Бікк в битві під Куль Келайн (ірл. — Cúil Caeláin), де Маел Умай (ірл. — Máel Umai) — син Енгуса мак Колмайна був вбитий. Блахмак не згадується у цих повідомленнях. У цей час трон верховних королів Ірландії був предметом суперечки між Домналлом мак Аедо з гілки Кенел Конайлл та короля племені круіхні Конгала Каеха (ірл. — Congal Cáech). У цій війні Блахмак і Діармайт були в союзі з Домналлом. Вони билися разом з ним в битві на рівнині Маг Рах, де Конгал був вбитий. Деякі гілки О'Нейлів боролися проти Домналла — серед них був Айрмедах (ірл. — Airmedach) — син Коналла мак Суїбні (ірл. — Conall mac Suibni), який загинув в тій же битві.

## Верховний король Ірландії
Укладачі різних ірландських літописів сумнівалися в тому як успадковувався трон після смерті Домналла мак Аедо у 642 році. Так «Літопис Ольстера» повідомляє: «Неясно, хто був королем після Домналла. Деякі пишуть, що правили чотири королі, тобто Келлах, Коналл Коел і двоє синів Аеда Слайне сина Діармайта сина Фергуса Керрбела сина Коналла Кремханна сина Ніалла Нойгіаллаха, а саме Діармайт і Блахмак запанували порушивши право.»
Згідно з літописом «Видіння Конна Ста Битв», що був складений як вважається наприкінці VII століття, список королів включає племінника Блахмака — Фінснехти Фледаха (ірл. — Fínsnechta Fledach) сина Дунхада. Згідно цього ж джерела Домналла мак Аедо змінили Блахмак і Діармайт. Літопис «Видіння Конна Ста Битв» пропускає низку верховних королів історичність і правління яких не викликають сумнівів — зокрема Аеда Слайне. Зроблено це, судячи по всьому, літописцем було навмисно з політичних міркувань. Цей літопис був засобом династичної пропаганди, написаний з метою продемонструвати, що клан Сіл н-Аедо Слайне (ірл. — Síl nÁedo Sláine) має право на трон верховних королів Ірландії. З цих причин повідомлення цього джерела викликає в істориків сумніви.
З цих чотирьох королів цього періоду Діармайт був найактивнішим і найдієвішим. Відносно мало повідомляється про Блахмака. Повідомляється, що в нього були три сини, які загинули ще за його життя. Смерть Еохайда датується 660 роком — причина смерті не вказується. Але повідомляється, що Дунхад та Коналл були вбиті в 651 році. Ці вбивства пов'язують з якимось Маелдораном з Лейнстеру. Про це повідомляється в історичному переказі «Вбивсто трьох синів Діармайта мак Кербайлла» (ірл. — Orgguin Trí Mac Díarmata mic Cerbaill). Якщо вірити цьому переказу, то Дунхад, Коналл, Маелдор були синами Діармайта мак Кербайла. Вони були вбиті в місцевості Дал Мессін Корб (ірл. — Dál Messin Corb) героєм Маелдораном мак Дімма Хройн (ірл. — Máelodrán mac Dímma Chróin). Він переслідував синів Діармайта, вони сховалися від нього в млин де і були перемелені млином, що раптом запрацював.

## Смерть
У 664 році в Ірландії почалася епідемія чуми. Цю жахливу епідемію назвали пошесть Буйде Хонайлл (ірл. — Buide Chonaill) — Жовта Чума. У літописах пишеться, що обидва королі — Блахмак і Діармайт померли від чуми у 665 році.

## Нащадки
Блахмак, судячи по всьому мав 5 синів. Крім вищезгаданих трьох які були вбиті — Дунхада, конала та Еохайда, були ще два сини, що пережили свого батька — Сехнассах (ірл. — Sechnassach) та Кенн Фаелад (ірл. — Cenn Fáelad). Їхні нащадки не відігравали ніякої ролі в історії.

## Роль в історії
Час правління Діармайта та Блахмака вважають «золотим віком» ірландської літератури. У цей час були написані такі перлини ірландської літератури як «Битва Кайрн Хонайл» (ірл. — Cath Cairnd Chonaill) та «Скела Кано мейк Гартнайна» (ірл. — Scéla Cano meic Gartnáin).